# Rivière du Nord (vattendrag i Kanada, Québec, lat 56,57, long -76,38)
Rivière du Nord är ett vattendrag i Kanada.   Det ligger i provinsen Québec, i den östra delen av landet, 1 200 km norr om huvudstaden Ottawa.
Omgivningarna runt Rivière du Nord är i huvudsak ett öppet busklandskap. Trakten runt Rivière du Nord är nära nog obefolkad, med mindre än två invånare per kvadratkilometer.